# Perophora namei
Espèce
Perophora namei est une espèce d'ascidies arborescentes de la famille des Perophoridae.

## Distribution
Elle se trouve en Indonésie et aux Philippines, à des profondeurs de 20 à 50 m.

## Description
Perophora namei est composée de zooïdes pédonculés de 5 mm, attachés au stolon qui peut atteindre 10 à 25 cm. Les individus, en forme de clochette, doivent leur teinte bleutée à leur sac branchial.

## Biologie
Perophora namei produit un alcaloïde appelé perophoramidine.